# 1338
| 1338               |
| ------------------ |
| Dødsfald - Fødsler |
|                    |

| Gregoriansk kalender | 1338 MCCCXXXVIII        |
| Ab urbe condita      | 2091                    |
| Armensk kalender     | 787 ԹՎ ՉՁԷ              |
| Kinesiske kalender   | 4034 – 4035 丁丑 – 戊寅 |
| Etiopisk kalender    | 1330 – 1331             |
| Jødisk kalender      | 5098 – 5099             |
| Hindukalendere       |                         |
| - Vikram Samvat      | 1393 – 1394             |
| - Shaka Samvat       | 1260 – 1261             |
| - Kali Yuga          | 4439 – 4440             |
| Iransk kalender      | 716 – 717               |
| Islamisk kalender    | 738 – 739               |

Den kongeløse tid i Danmark 1332-1340

## Begivenheder
- Hundredårskrigen mellem England og Frankrig bryder ud – varer til 1453

## Født
- Omkring 1338 - Albrecht af Mecklenburg, konge af Sverige (død 1412).